# Mojean Aria
Mojean Aria (* in Sydney) ist ein australischer Schauspieler.

## Leben und Karriere
Als Sohn iranischer Flüchtlinge in Australien aufgewachsen, traf er im Alter von zwölf Jahren ersten Mal auf den australischen Schauspieler Heath Ledger. Zehn Jahre später gewann er ein Stipendium, welches Ledgers Namen trug.
Seine Ausbildung absolvierte Aria am National Institute of Dramatic Art. Bei den  Internationalen Filmfestspielen von Cannes gewann der Film Aban and Khorshid, bei dem Aria eine kleine Rolle hatte, den LGBTQ Emerging Filmmaker Showcase.
Seit 2007 tritt Aria als Schauspieler in Erscheinung, bis 2016 vor allem in Kurzfilmen.

## Filmografie (Auswahl)
- 2007: All Saints (Fernsehserie, 1 Folge)
- 2007: Cross Life
- 2009: Fate Train (Kurzfilm)
- 2010: Purgatory (Kurzfilm)
- 2010: Surprise! (Kurzfilm)
- 2011: The Unforgettable Key (Kurzfilm)
- 2012: Revolution (Kurzfilm)
- 2012: The Sweetest Chord (Kurzfilm)
- 2013: Avenge My Eyes (Kurzfilm)
- 2014: Aban and Khorshid (Kurzfilm)
- 2015: The Hybrids Family
- 2016: Boys on Film 14: Worlds Collide
- 2016: Hara Kiri
- 2016: Primitive Technology (Kurzfilm)
- 2016: The Bronx Bull
- 2017: Call of the Void
- 2017: The Suitcase
- 2019: Danger Close – Die Schlacht von Long Tan (Danger Close: The Battle of Long Tan)
- 2019: See – Reich der Blinden (Fernsehserie)
- 2021: Reminiscence – Die Erinnerung stirbt nie (Reminiscence)
- 2023: Shayda

## Auszeichnungen und Nominierungen
- 2017: Heath Ledger Scholarship